# Pseudomicrocara triidos
Pseudomicrocara triidos es una especie de coleóptero de la familia Scirtidae.

## Distribución geográfica
Habita en Nueva Gales del Sur (Australia).